# 亞歷桑德羅·朗吉
亞歷桑德羅·朗吉（義大利語：Alessandro Longhi；1989年6月25日—）是意大利足球運動員。在場上的位置是左後衛。他現在效力於意大利足球甲級聯賽球隊薩索羅足球體育俱樂部。他也代表意大利U21國家隊參賽。